# Jednosměrná kompresní funkce
Jednosměrná kompresní funkce je pojem z oboru kryptografie, kterým se rozumí funkce, jež má dva vstupy pevně dané délky a vytvoří z nich výstup délky jednoho z nich. Jednosměrností se v tomto případě rozumí faktická nemožnost dopočítat z výstupu možné vstupy v souladu s požadavky na kryptografické hašovací funkce. Nejedná se tedy o kompresní funkci ve smyslu komprese dat, kdy je naopak možnost alespoň částečné rekonstrukce vstupu zásadním požadavkem, ale o kompresní funkci pouze v tom smyslu, že celková velikost vstupu je větší než velikost výstupu.
Významným použitím jednosměrných kompresních funkcí je Merkleova-Damgårdova konstrukce, kterou se z jednosměrných kompresních funkcí vytváří obecné kryptografické hašovací funkce.
Samy jednosměrné kompresní funkce jsou často vystaveny na základě blokových šifer.